# Spookklauwier
De spookklauwier (Malaconotus blanchoti) is een zangvogel uit de familie Malaconotidae (bosklauwieren). De naam van de vogel is ontleend aan het Afrikaans (Spookvoël).

## Herkenning
De vogel is 23 tot 26 cm lang en weegt 65 tot 84 g. Het is een vrij grote soort bosklauwier, met een forse, zwarte tot donkerbruine snavel. Er is geen verschil tussen de seksen. De kop en nek zijn grijs, er loopt een witte streep van het oog naar de snavel. De keel, borst en buik zijn
cadmiumgeel, de mantel, vleugel en staart zijn olijfkleurig groen. Op de borst neigt het geel naar oranje. De vogel dankt zijn naam aan het geluid dat hij maakt. Dit is een lage, onheilspellend klinkende fluittoon die zacht begint, luider wordt en plotseling weer ophoudt. Dit geluid is lastig te lokaliseren waardoor de vogel ook moeilijk waarneembaar is.

## Verspreiding en leefgebied
Deze soort komt wijdverspreid voor in Afrika ten zuiden van de Sahara en telt zeven ondersoorten:
- M. b. approximans: van oostelijk Ethiopië en Somalië tot noordelijk Tanzania.
- M. b. blanchoti: van Senegal en Gambia tot noordelijk Kameroen.
- M. b. catharoxanthus: van noordelijk Kameroen tot Eritrea, Ethiopië, Oeganda en westelijk Kenia.
- M. b. hypopyrrhus: van Tanzania tot Zuid-Afrika.
- M. b. interpositus: Angola, zuidoostelijk Congo-Kinshasa en westelijk Zambia.
- M. b. citrinipectus: zuidwestelijk Angola en noordelijk Namibië.
- M. b. extremus: oostelijk Zuid-Afrika.

Het leefgebied bestaat uit half open bos en bossavanne. De vogel houdt zich bij voorkeur op in de wat dichter begroeide stukken met struikgewas, vaak laag bij de grond. De vogel jaagt daar op grote insecten en kleine gewervelde dieren zoals hagedissen.

## Status
De grootte van de wereldpopulatie is niet gekwantificeerd. Men veronderstelt dat de soort niet zeldzaam is en mogelijk in aantal vooruit gaat. Om deze redenen staat de spookklauwier als niet bedreigd op de Rode Lijst van de IUCN.